# محمد أوريليو
ماركو أوريليو بريتو دوس برازيريس أو محمد أوريليو، من مواليد 15 ديسمبر 1977 في ريو دي جانيرو في البرازيل ، لاعب كرة قدم تركي.
يلعب مع نادي فنربغشة منذ عام 2003.
بدأ باللعب مع منتخب تركيا لكرة القدم في عام 2006.

## روابط خارجية
- محمد أوريليو على موقع الاتحاد الدولي (مؤرشف)  (الإنجليزية)
- محمد أوريليو على موقع الاتحاد الأوربي (الإنجليزية)
- محمد أوريليو على موقع اتحاد تركيا (لاعب) (الإنجليزية)
- محمد أوريليو على موقع قاعدة بيانات كرة القدم.إي يو (الإنجليزية)
- محمد أوريليو على موقع ليكيب (الفرنسية)
- محمد أوريليو على موقع ناشيونال فوتبول تيمز (الإنجليزية)
- محمد أوريليو على موقع Soccerway.com (الإنجليزية)
- محمد أوريليو على موقع عالم كرة القدم.نت (الإنجليزية)